# Drevjaner
Drevjanerna var en västslavisk folkstam i östra Hannover vid Jeetze (det så kallade Drawehn), en gren av polaberna. Drevjanerna påminner ännu till dräkt och seder något om sitt ursprung men har sedan mitten av 1600-talet språkligt assimilerats med sin tyska omgivning.